# كوفنتري
كوفنتري (بالإنجليزية: Coventry) هي مدينة تقع في غرب إنجلترا على بعد نحو 160 كم إلى شمال غرب العاصمة لندن. يبلغ عدد سكانها حوالي 305,000 نسمة (2002) إلا أنها ليست من المدن الجوهرية [الإنجليزية] في البلاد رغم حجمها وذلك نظرا لقربها من برمنغهام. وتعد ثاني مدن غرب الوسط.

## التاريخ
شهدت المدينة دمارا شاملا أثناء الحرب العالمية الثانية وتعد واحدة من أكثر الأماكن تأثرا بالغارات الألمانية على بريطانيا أثناء الحرب، وقد دمر ذلك القصف معظم المعالم الأثرية والمباني العريقة بكوفنتري وأعيد بناء المدينة بالكامل وتخطيطها بعد انتهاء الحرب، وأحد أهم المباني المدمرة الكاتدرائية. ويزعم البعض أن الحكومة البريطانية كانت على علم بنية الألمان قصف المدينة لكنها لم تخليها ولم تقوم بالاستعدادات اللازمة كي لا تفشي للعدو بأنهم قد فكوا شفرة آلة إنجما.

## الاقتصاد
كانت تعتبر من أهم المراكز الصناعية في إنجلترا، وتساهم اليوم شركاتها بشكل كبير في صناعة السيارات البريطانية. كما تحتضن مقرات عدة شركات منها « إي أون » العاملة في مجال الطاقة.

## التعليم
بمركز المدينة تقع جامعة كوفنتري لكنها تحتوي على مشارفها الجنوبية على واحدة من أكبر الجامعات البريطانية جامعة ووريك التي ينسب اسمها لمدينة ووريك الواقعة إلى الجنوب والمبنية في هيئة حرم جامعي متكامل بجنوب كوفنتري مما يسبب شيء من الالتباس.

## السكان
توجد بها جالية إسلامية كبيرة كحال معظم المناطق المحيطة ببرمنغهام. ونحو ربع السكان من أصول أفريقية وجنوب آسياوية.

## توأمة
لكوفنتري اتفاقيات توأمة مع كل من:
- فولغوغراد
- درسدن (1959 - )
- ليديتشي
- غرانبي
- غالاتس
- كيل
- أوسترافا
- سراييفو
- غراتس (1957 - )[9]
- كينغستون
- كورك
- كاين
- سانت إتيان (1955 - )
- كيكسكيميت
- وندسور
- كوفنتري (1971 - )[10]

## الأعلام
- فرانك ويتل مخترع المحرك النفاث.